# Daniela Zamora
Daniela Paz Zamora Mancilla (13 de noviembre de 1990) es una futbolista chilena que juega como delantera. Actualmente defiende los colores de la Universidad de Chile del torneo femenino de ese país. Destaca por su gran velocidad y su capacidad goleadora.  Además es Ingeniera en Información y Control de Gestión de la Universidad de Chile.
Ha defendido la camiseta de Unión La Calera en 2008, cuando participó en el Mundial Femenino Sub-20 de ese año, organizado en Chile.
Entre 2014 y 2018 estuvo retirada del futbol, decidiendo volver para prepararse para el mundial de Francia 2019 de la categoría.
Tras el subcampeonato de la Copa América de 2018, fue nominada para la gira europea de la selección nacional femenina de fútbol de Chile para la preparación del Mundial Femenino de 2019.

## Selección nacional
Su primera nómina fue en 2008. Para poder participar del Mundial Femenino Sub-20, luego participó en el Campeonato Sudamericano Femenino Sub-20 de 2010, Copa América de 2018, Mundial Femenino de 2019 y Juegos Olímpicos de Tokio 2020

## Clubes
| Club                 | País   | Año           |
| -------------------- | ------ | ------------- |
| Unión La Calera      | Chile  | 2008          |
| Universidad Católica | Chile  | 2009          |
| Universidad de Chile | Chile  | 2011 - 2014   |
| Universidad de Chile | Chile  | 2018-2021     |
| Djurgårdens IF       | Suecia | 2021          |
| Universidad de Chile | Chile  | 2022-presente |